# Bidou I
Pour les articles homonymes, voir Bidou.
Bidou I est un village du Cameroun situé dans la région du Sud et le département de l'Océan, . Faisant partie de la commune de Lokoundjé, le chef du groupement Fang Monsieur Bidon y réside.

## Géographie
Le village est situé à 26 km au nord-est de Kribi sur la route provinciale P8, axe Kribi-Lolodorf.

## Population
En 1966, la population était de 579 habitants, dans le groupement Fang. Lors du recensement de 2005, le village comptait 691 habitants dont 309 hommes et 382 femmes, principalement des Fangs.